# Maciejowice (województwo małopolskie)
Maciejowice – wieś w Polsce położona w województwie małopolskim, w powiecie krakowskim, w gminie Kocmyrzów-Luborzyca.

## Historia
Miejscowość ma metrykę średniowieczną i istnieje co najmniej od XV wieku. Wymieniona w 1422 w dokumencie zapisanym w języku łacińskim jako Maczeyouicze, 1432 Maczeyow, 1489 Maczeyowycze, 1497 Maczeiowycze, 1529 Maczyeyowicze, Maczyeyewicze .
Wieś dóbr prestymonialnych kapituły katedralnej krakowskiej w powiecie proszowickim województwa krakowskiego w końcu XVI wieku. W latach 1975–1998 miejscowość administracyjnie należała do województwa krakowskiego.

## Podział wsi
Integralne części miejscowości: Dąbrowa, Las Luborzycki, Niewarca, Słotwiny, Piekło, Polesisko.